# 1998年亞洲運動會水上芭蕾比賽
1998年亞洲運動會花樣游泳比賽於12月13日至15日在泰國曼谷國政水上運動中心舉行，此次比賽設兩個小項（女子單人、女子雙人），共有來自7個國家和地區的16名運動員參加。日本獲得兩枚金牌，韓國獲得兩枚銀牌，中國獲得所有銅牌。

## 各項成績
| 項目          | 金牌                       | 银牌                                | 铜牌               |
| 單人 （詳細） | 日本 · 立花美哉            | 韩国 · Choi Yoo-jin                 | 中国 · 李园圆      |
| 雙人 （詳細） | 日本 · 立花美哉 · 武田美保 | 韩国 · Jang Yoon-kyeong · Yoo Na-mi | 中国 · 李敏 · 龙艳 |

## 獎牌榜
| 排名                     | 国家 / 地区              | 金牌 | 銀牌 | 銅牌 | 总计 |
| ------------------------ | ------------------------ | ---- | ---- | ---- | ---- |
| 1                        | 日本（JPN）              | 2    | 0    | 0    | 2    |
| 2                        | 韩国（KOR）              | 0    | 2    | 0    | 2    |
| 3                        | 中国（CHN）              | 0    | 0    | 2    | 2    |
| 总计（共3个国家 / 地区） | 总计（共3个国家 / 地区） | 2    | 2    | 2    | 6    |

## 參賽國家
共有來自7個國家的16名運動員參加水上芭蕾比賽：
- 中国（3）
- 中国香港（1）
- 日本（2）
- （2）
- 韩国（3）
- 泰国（3）
- （2）

## 外部鏈接
- Olympic Council of Asia （页面存档备份，存于）

Template:1998年亚洲运动会项目